# 甲骨文合集
《甲骨文合集》，是中国在1978年到1982年由中华书局出版的关于甲骨学集成性资料汇编。主编为郭沫若﹐总编辑胡厚宣﹐由中国社会科学院历史研究所《甲骨文合集》编辑工作组集体编辑完成。影印13册﹐收录甲骨拓本﹑照片和摹本共41956片。

## 内容
书中甲骨文的分期﹐按照董作宾的观点分5期
1. 武丁
2. 祖庚﹑祖甲
3. 廪辛﹑康丁
4. 武乙﹑文丁
5. 帝乙﹑帝辛

内容分为4大类、21小类。
4大类
1. 阶级和国家
2. 社会生产
3. 科学文化
4. 其他

21小类
1. 奴隶和平民
2. 奴隶主贵族
3. 官吏
4. 军队、刑罚、监狱
5. 战争
6. 方域
7. 贡纳
8. 农业
9. 渔猎、畜牧
10. 手工业
11. 商业、交通
12. 天文、历法
13. 气象
14. 建筑
15. 疾病
16. 生育
17. 鬼神崇拜
18. 祭祀
19. 吉凶梦幻
20. 卜法
21. 文字